# Uni.
『uni.』（ユニ）は2010年10月28日にアダルトゲームブランドCIRCUSから発売された全年齢対象アドベンチャーゲームである。

## 概要
主にアダルトPCゲームを製作してきたCIRCUSとしては珍しく18禁要素はおろか恋愛要素すらない全年齢向けのアドベンチャーゲームとして開発されており、今後も18禁化する予定はない事が作品公式サイトにてあらかじめ告知されている。ストーリーは主人公である「星空綺麗々」を中心にした登場キャラクターの日常を定点観測するという趣旨の、短いエピソードの積み重ね（全29話）で構成される。
初音島が舞台、風見学園が登場する、一部のキャラクターの姓等、同社のD.C.シリーズと同一の世界観を共有している様に見て取れる描写が一部にあるが、制作者によれば大きな関連性はないとの事でD.C.シリーズを知らなくても楽しめる作品になっている。

## 登場人物
星空 綺麗々（ほしぞら きらら）
声 - 伊瀬茉莉也
初音島の風紀を護るため学風連に来たのに、そこはすでに非常識の巣窟であったことに凄く困っている。名前で呼ばれるのが嫌い。
取りあえず常識やルールをやたら気にする子。一途で頑固、異常に常識に囚われるあまり非常識な行動に走ることもしばしば。
堅物具合はmaxで、頑固さはもはや測りきれないほど異常なまで伸びた。かしこさが4で成績もいいらしい。
秋月 帆佳（あきつき ほのか）
声 - あおきさやか
のんびりしているスタイル抜群の女の子、極度の優柔不断で天然。
勉強も料理もできる子であり、レトロゲーとイカさん大好きである。
常識レベルは3、かしこさは4で、体力と素早さは2と低い。レトロゲー好きマックスである。
喜多 恵実（きた めぐみ）
声 - 椎名へきる
喋るぬいぐるみーまりりんといつも一緒にいる女の子。食いしん坊。
見た目は子供であるが、中身はもっと幼かったりする。
自慢のタロット占いは100％の命中率を誇るが、親しい人じゃないと正しく認識されないくらい影が薄い。
常識レベルとかしこさともに最低の1レベル。それなりに体力と素早さはあるが、唯一の取り柄は占い的中率である。
早乙女 リルカ（さおとめ リルカ）
声 - 釘宮理恵
綺麗々に異常なくらい懐く毒舌な女の子で、男という生き物大嫌いである。
和樹には人間に接していると思えない態度を取るが、占いの時心配するなど、ちょっとは友人として見ているらしい。
常識レベルとかしこさともに2、体力と素早さは4でかかと落としを装備、攻撃力がマックス。
白河 いおり（しらかわ いおり）
声 - 日髙のり子
容姿端麗、頭脳明晰、運動神経抜群、いい性格しているお約束の白河家の初音島のアイドル。
極端の照れ屋であるが、そこもアイドルとして持ちあげられる要因の一つである。
常識レベル、かしこさ、体力、すばやさ全て5レベルでパーフェクト。照れ屋具合もレベル5。
クラリッサ・フォン・リヒトホーフェン
声 - 宮村優子
ドイツから来たツンデレお嬢様であり、手からバームクーヘンを出せる魔法使い。
目立ちたがり屋であり、自分より遥かに人気が高いいおりが気に食わない。
かなりの貴族であり、金銭感覚はずれているが、高潔な心の持ち主。
常識レベルは3でかしこさは4。身体能力はともに2なのは貴族度マックスが原因。
橘 薫子（たちばな かおるこ）
声 - 井上喜久子
国語教師であり、生徒たちから信頼される完璧な先生。しかし寮に戻った途端ダメ人間と化す。
本人はまたまた若いはずが、寮生は皆自分より遥かに若い子なので引け目を感じることもしばしば。
寝起きが悪く、一人が起きられるのは奇跡レベル。手料理は一口で人を気絶させるほど危険なので要注意である。
常識とかしこさともに高いが、身体能力は低い。寝起きの悪さはマックスであるため、毎日誰か起こしに行かないとまずい。
乃神女 愛（のがみ あい）
声 - かないみか
天上天下唯我独尊、桜刻館およびウミノオトのオーナー。いつもキリンやチーターなどの動物を拾ってくる。
本人は学生でもなんでもないが、制服を着ている。一応学風連の総長である。
不良たちからはヴァルキュリーと呼ばれ恐れられているなど、色々なことをやらかしたらしい。
常識度は1と高いが、3のかしこさと満点の身体能力、およびmaxの天下無双度で皆を振り回す。
杉並（すぎなみ）
声 - 斎賀みつき
非公式新聞部として、礼奈を連れて厄介事を起こす。
常識レベルは期待できないが、かしこさと運動能力は確かのようである。
天野平 礼奈（あまのだいら れいな）
声 - 春夏ひとみ
外見はお子様であり、中身はもはや人間と思えないほど常識外れである。杉並を師匠と憧れる。
いつも厄介事を起こし、皆に怒られるのがオチであるが、懲りずに予想外の行動を起こす。
第一人称は「レジレジ」であり、他の人の呼び方も同様。最近は洗濯機の中で水泳の練習をしているらしい。
常識レベルは0。かしこさ1、すばやさ5とゴキブリ並みであり、自由奔放度はmax。
須藤 和樹（すどう かずき）
声 - 木村良平
唯一の男キャラで、桜刻館の住人である。永遠の料理や家事当番。
みんなからの扱いはひどく、どうしようもなく可哀そうな存在。
リルカを始め、女の子たちの暴力に虐げられている毎日であるが、それでも甲斐甲斐しく世話を焼いているお人よし。
薫子の従姉弟であり、レトロゲーが好き。
常識度は5で、体力とすばやさは高いが、頭は残念な方。面倒見度がマックスで（可哀そうな）お父さんキャラである。
まりりん
声 - 石上裕一
いつも恵実が持っている喋るぬいぐるみ、また口が悪い。
飲食もするなど身体の構造は不明。
常識レベルが4と高く、かしこさも3くらいあるが、自力で動けない。質感マックス。
久我峰 南海（くがみね　なみ）
声 - 野宮いづみ

## uni.ラジ
HiBiKi Radio Stationで2010年9月10日から10月29日配信された。全6回。
また、番組の一部は文化放送のアニラジA&G 超RADIO SHOW〜アニスパ!〜の番組内でもコーナーの桜刻館淑女録を編集して全4回放送された。
メインパーソナリティは伊瀬茉莉也、かないみか、春夏ひとみ。
コーナー
- 桜刻館淑女録
- プレイヤーなう

ゲスト
- 椎名へきる（喜多恵実役）- 第2回（2010年9月17日）
- 日高のり子（白河いおり役）- 第3回（2010年9月24日）
- 釘宮理恵（早乙女リルカ役）- 第4回（2010年10月1日）
- 井上喜久子（橘薫子役）- 第5回（2010年10月15日）

## 公式コミック
原作：CIRCUS、漫画：柴嶺タカシ、2011年4月26日発売、全1巻。コンプティーク2010年10月号〜2011年3月号まで連載。ISBN 978-4-04-715683-8

## スタッフ
- プロデューサー - tororo
- ディレクター - さんちゅ〜
- 原画 - 若月さな、鷹乃ゆき、結月かりん、かゆらゆか、櫻野露、によ呂、ニリツ、ren、こなた
- シナリオ - さんちゅ〜、不動、さかいともこ、ジグソウ

## 主題歌
オープニングテーマ「uni. 〜ユニ 僕たちは泣き笑い響き合う〜」
作詞・作曲 - tororo / 編曲 - chokix / 歌 - Lily-an
劇中曲「picture rail」
歌 - 結城アイラ
エンディングテーマ「My Sweet Stories」
歌 - Ceui

## 関連CD
- 愛情歌曲
  - ボーカルアルバム。劇中で使用されている楽曲が収録されている。
- 初音島学生風紀連盟・星空綺麗々奮闘記
  - ドラマCD。